# Villa Luisa
La Villa Luisa es una residencia histórica de la ciudad de Ivrea en Piamonte, Italia.

## Historia
Los trabajos de construcción del edificio comenzaron en los primeros años de la década del 1860 por encargo de Gaspare Borgetti y se acabaron entre 1864 y 1866. Después de su muerte, la propiedad fue heredada por su hijo, Giuseppe Borgetti, quien persiguió la carrera militar hasta llegar a ser nombrado Mayor General en 1893.